# Cactus Flats, Arizona
Cactus Flats je naseljeno područje za statističke svrhe u američkoj saveznoj državi Arizona. Prema popisu stanovništva iz 2010. u njemu je živjelo 1,518 stanovnika.